# إيغور ماكاروف
إيغور ماكاروف (بالروسية: Макаров, Игорь Владимирович)‏ هو لاعب كرة قدم روسي في مركز الوسط، ولد في 6 فبراير 1961 في موسكو في روسيا. لعب مع توربيدو موسكو وشينيك ياروسلافل ولوكوموتيف موسكو ونادي النهضة السطاتية.